# Syngastes latus
Syngastes latus är en kräftdjursart som beskrevs av Otto Pesta 1932. Syngastes latus ingår i släktet Syngastes och familjen Tegastidae. Inga underarter finns listade i Catalogue of Life.